# 桥 (图论)

這是有16個頂點和6個橋的圖（橋以紅色線段標示）

沒有橋的無向連通圖

在圖論中，一條邊被稱為「橋」代表這條邊一旦被刪除，這張圖的連通塊數量會增加。 等價地說，一條邊是一座橋若且唯若這條邊不在任何環上。一張圖可以有零或多座橋。

## 樹和森林
一張 {\displaystyle n} 個點的圖最多有 {\displaystyle n-1} 座橋，因為再加一條邊就一定會產生一個環。恰好有 {\displaystyle n-1} 座橋的圖就是樹；而圖上每一條邊都是橋的圖就是森林。

## 無橋圖
一個無橋圖就是一個沒有橋存在的圖。等價條件是每個圖中的連通分支都擁有一個張開的耳狀分解，其中每個連通分支都是2-邊連通圖，即（根據Robbins定理）每個連通分支都具有強定向性。

## Tarjan的找橋演算法
羅伯特·塔揚在 1974 年發表了第一個線性時間的找橋演算法。它的步驟如下：
- 在圖 {\displaystyle G} 上找一個生成树 {\displaystyle F}
- 用先序遍歷走過 {\displaystyle F} 並將每個節點編號。父節點的編號必須比子節點來得小。
- 以後序遍歷的順序處理每個節點 {\displaystyle v} ：
  - 計算 {\displaystyle v} 的小孩個數 {\displaystyle ND(v)} ，即為 {\displaystyle v} 的每個小孩 {\displaystyle w} 的 {\displaystyle ND(w)} 加總再加 {\displaystyle 1}
  - 計算 {\displaystyle L(v)}：從 {\displaystyle v} 出發經過若干條 {\displaystyle v} 的子樹內的邊，再經過一條不在子樹內的邊，可以走到的最小節點編號。這相當於是下列的最小值：
    - {\displaystyle v} 的每個小孩 {\displaystyle w} 的 {\displaystyle L(w)} 
    - 扣掉 {\displaystyle F} 的邊，直接和 {\displaystyle v} 相連的節點編號

  - 類似地，計算 {\displaystyle H(v)} ：從 {\displaystyle v} 出發經過若干條 {\displaystyle v} 的子樹內的邊，再經過一條不在子樹內的邊，可以走到的最大節點編號。這相當於是下列的最大值：
    -  {\displaystyle v} 的每個小孩 {\displaystyle w} 的 {\displaystyle H(w)} 
    - 扣掉 {\displaystyle F} 的邊，直接和 {\displaystyle v} 相連的節點編號

  - 檢查 {\displaystyle v} 的每個小孩 {\displaystyle w} ，若 {\displaystyle L(w)=w} 而且 {\displaystyle H(w)<w+ND(w)} ，則 {\displaystyle v} 到 {\displaystyle w} 的邊是一座橋。